# جو مارتينيز
جوزيف أنتوني مارتينيز (بالإنجليزية: Joseph Anthony Martinez؛ مواليد 10 أبريل 1975) هو معلق حلبة أمريكي معروف بعمله مع اتحاد الفنون القتالية المختلطة بطولة إنفيكتا للقتال ويو إف سي.

## وصلات خارجية
لا توجد روابط لمواقع التواصل الاجتماعي.

- هذه المقالة لا تملك بيانات على ويكي بيانات
- جو مارتينيز على موقع IMDb (الإنجليزية)